# آزمون کوئیم
آزمون کِوِئیم (انگلیسی: Kveim test) که با نام‌های دیگری چون نیکرسون-کِوِئیم و آزمون کِوِئیم-سیلتزباک هم شناخته می‌شود، یک تست پوستی برای تشخیص بیماری سارکوئیدوز است که در آن سلول‌های طحال بیماری را که سارکوئیدوز اثبات‌شده دارد را به پوست بیماری که مشکوک به سارکوئیدوز است تزریق می‌کنند. اگر پس از ۶–۴ هفته گرانولوم غیرپنیری در ضایعه یافت شود، آزمون مثبت قلمداد می‌شود. اگر بیمار در حال درمان با گلوکوکورتیکوئید باشد، جواب این آزمون ممکن است مثبت کاذب شود. امروزه این آزمایش معمولاً دیگر انجام نمی‌شود و در انگلستان از سال ۱۹۹۶ هیچ سوبسترایی در دسترس نبوده است. این نگرانی وجود دارد که عفونت‌های خاصی مانند جنون گاوی از طریق آزمون کِوِئیم منتقل شوند.
این آزمون نامش را از آسیب‌شناس نروژی مورتن آنسگار کِوِئیم می‌گیرد که در سال ۱۹۴۱ آن را با استفاده از بافت گره‌های لنفاوی بیماران مبتلا به سارکوئیدوز آزمایش و گزارش کرد. این آزمون توسط پزشک آمریکایی لوئیس سیلتزباک، که در سال ۱۹۵۴ یک شکل اصلاح‌شده از آن را با استفاده از بافت طحال ابداع کرد، رواج بیشتری یافت. کار مورتن آنسگار کِوِئیم هم روشی اصلاحی از مطالعات پیشین انجام شده توسط نیکرسون بود که نخستین بار در سال ۱۹۳۵ آن را در مورد واکنش‌های پوستی سارکوئیدوز گزارش کرده بود.
آزمون کِوِئیم ممکن است برای تشخیص و افتراق مسمومیت با بریلیوم به‌کار رود که علائمی کاملاً مشابه و غیرقابل تمایز از سارکوئیدوز دارد.